# Mohamed Ganfud
Mohamed Ganfud (em árabe: محمد قـنفـود) é um ex-ciclista líbio. Representou o seu país nos Jogos Olímpicos de 1980, em Moscou, Rússia, onde competiu na prova de estrada, não conseguindo terminar a corrida.